# لوري بلاك
لوري بلاك (بالإنجليزية: Lori Black)‏ هي عازفة باس أمريكية، ولدت في 9 أبريل 1954 في سانتا مونيكا في الولايات المتحدة.

## وصلات خارجية
- لوري بلاك على موقع ميوزك برينز (الإنجليزية)
- لوري بلاك على موقع ديسكوغز (الإنجليزية)